# Вест-Герроу (станція метро)
51°34′47″ пн. ш. 0°21′12″ зх. д. / 51.579721944444° пн. ш. 0.35333305555556° зх. д.
Вест-Герроу (англ. West Harrow) — станція лінії Метрополітен Лондонського метро в Герроу, північно-західний Лондон. Розташована у 5-й тарифній зоні, між станціями Рейнерс-лейн та Герроу-он-те-гілл. Пасажирообіг на 2017 рік — 1.53 млн осіб..

17 листопада 1913 — відкриття станції.

## Послуги
| Попередня станція | Лінія | Лінія                               | Лінія | Наступна станція  |
| ----------------- | ----- | ----------------------------------- | ----- | ----------------- |
| Рейнерс-лейн      |       | Лондонське метро Лінія Метрополітен |       | Герроу-он-те-гілл |